# Querefont
Querefont (en llatí Chaerephon, en grec antic Χαιρεφῶν) fou un filòsof atenenc del demos d'Esfet (Sphettus), deixeble i amic de Sòcrates.
Xenofont diu que escoltava les ensenyances de Sòcrates pel perfeccionament moral que allò representava, i que havia portat a la pràctica els preceptes que va aprendre. Tant Xenofont com Plató el mencionen sovint, i diuen que era una persona amb molt bons sentiments, d'idees elevades i generós, i amb una gran energia que aplicava a tot allò que emprenia.
Plató, a l'Apologia de Sòcrates diu que Querefont tenia fama d'impetuós, i que va ser ell qui va anar a consultar l'oracle de Delfos a preguntar quin era el més savi de tots els homes. L'oracle va respondre que no hi havia home més savi que Sòcrates.
Aristòfanes el fa sortir en tres de les seves comèdies (Els núvols, Les vespes i Els ocells), i el considera un dels més distingits alumnes de l'escola de Sòcrates. Li aplica els sobrenoms de νυκτερίς (Nycteris "rat penat") i πύξινος ("fet de boix"), fent referència a la seva debilitat i a la seva complexió. Sembla que es va perjudicar la salut per la seva dedicació a l'estudi.
En política es va definir a favor del partit del poble, i a la pujada dels Trenta Tirans, es va haver d'exiliar. Va tornar a Atenes amb la restauració de la democràcia l'any 403 aC. Va morir quan se celebrava el judici contra Sòcrates el 399 aC.